# 安德拉斯角
73°53′S 165°48′E / 73.883°S 165.800°E
安德拉斯角是南極洲的海岬，位於維多利亞地的博克格雷溫克海岸，處於紐恩斯夫人灣，美國地質調查局根據測量和該國海軍的空中照片繪入地圖。